# Mariano Gaspar y Remiro
Mariano Gaspar Remiro (Épila, província de Saragossa, 9 d'abril de 1868 - 5 d'agost de 1925) fou hebraista i arabista aragonès, membre de la Reial Acadèmia de la Història.

## Biografia
Va estudiar al Seminari Conciliar de Saragossa i finalment es llicencià en filosofia i lletres a la Universitat de Saragossa. En 1890 es doctorà a la Universitat Central de Madrid i el 1893 es llicencià en dret a la Universitat de Salamanca. Va ser catedràtic d'àrab i hebreu a les universitats de l'Havana (1892), Salamanca (on va publicar una Gramàtica Hebrea en 1895), Granada (1898), on fou vicerector i degà de Filosofia i Lletres, i finalment, en la Central de Madrid (1913).
Membre de la Reial Acadèmia de la Història, va ser escollit per formar-ne part el 24 d'octubre de 1919. Va prendre possessió el 23 de maig de 1920. El 1910 va ser membre del Centre d'Estudis Històrics de Granada i el seu Regne, amb la seva corresponent Revista de la qual és fundador, suposant el primer dels seus assoliments ferms. Si bé el Centre i la seva Revista van realitzar activitats i van acollir treballs de diversa índole, pràcticament la meitat del que es duia a terme es referís a temes àrabs per la influència que aquest posseïa en la institució. La Revista va deixar de publicar-se el 1925, amb 15 nombres apareguts. També participà en el Congrés d'Història de la Corona d'Aragó celebrat a València el 1923.

## Obres
- Escritores árabes de Granada (1907)
- Granada en poder de los Reyes Católicos
- Vocablos y frases del judeo-español (1912)
- Correspondencia diplomática entre Granada y Fez (1916)
- Documentos árabes en la corte nazarita de Granada (1913)
- Últimos pactos y correspondencia íntima entre los Reyes Católicos y Boabdil sobre la entrega de Granada
- Las inscripciones de la Alhambra
- Cordobeses musulmanes en Alejandría y Creta
- Historia de Murcia musulmana (1905)